# Brief Psychiatric Rating Scale
Die Brief Psychiatric Rating Scale (BPRS) ist eine testpsychologische Fremdbewertungsskala, die Kliniker oder Forscher verwenden können, um psychiatrische Symptome wie Depression,  Angst, Halluzinationen und ungewöhnliches Verhalten zu messen. Die Skala ist eine der ältesten und am weitesten verbreiteten Skalen zur Messung psychotischer Symptome und wurde erstmals 1962 veröffentlicht.

## Geschichte
Die BPRS wurde von John E. Overall und Donald R. Gorham entwickelt, um die psychiatrischen Symptome des Patienten vor, während oder nach einer Behandlung schnell beurteilen zu können. Die Testitems wurden durch Faktorenanalysen auf Grundlage der Multidimensional Scale for Rating Psychiatric Patients und der Inpatient Multidimensional Psychiatric Scale generiert. Die Analyse ergab 16 Faktoren, die als Bausteine für das BPRS dienten. Spätere Forschungen im Jahr 1968 fügten dem BPRS zwei weitere Faktoren hinzu: Aufregung und Desorientierung.

## Testformat
Die BPRS besteht aus 18 Items: (1) Angst, (2) emotionaler Rückzug, (3) konzeptionelle Desorganisation, (4) Schuldgefühle, (5) Anspannung, (6) Manierismen und Haltungen, (7) Grandiosität, (8) depressive Stimmungen, (9) Feindseligkeit, (10) Misstrauen, (11) halluzinatorisches Verhalten, (12) motorische Hyperaktivität, (13) Unkooperativität, (14) ungewöhnliche Gedankeninhalte, (15) abgestumpfter Affekt, (16) somatische Besorgnis, (17) Aufregung und (18) Desorientierung. Sie verwendet eine siebenstufige Likert-Skala mit folgenden Werten: 1 = „nicht vorhanden“, 2 = „sehr mild“, 3 = „leicht“, 4 = „mittelschwer“, 5 = „mittelschwer“, 6 = „schwer“, 7 = „extrem schwer“. Der Test sollte in einer Reihe von mehreren Interviews und von mindestens zwei Klinikern durchgeführt werden, um die Interrater-Reliabilität der Beurteilung sicherzustellen.

## Verwendung
Das BPRS ist für die Anwendung bei erwachsenen psychiatrischen Patienten vorgesehen und wurde für die Anwendung bei älteren Patienten validiert. Eine für Kinder konzipierte Version namens Brief Psychiatric Rating Scale Children wurde ebenfalls von Overall und Betty Pfeifferbaum mit unterschiedlichen Skalenstrukturen und Faktoren entwickelt.

## Weiterentwicklung
Eine erweiterte Version des Tests wurde 1993 von D. Lukoff, Keith H. Nuechterlein und Joseph Ventura erstellt.